# Ун-Логасьёган
Ун-Логасьёган (устар. Ун-Логась-Юган) — река в Шурышкарском районе Ямало-Ненецкого автономного округа. Левая составляющая реки Логасьёган, высота устья 24 м. Длина реки — 90 км, площадь водосборного бассейна — 740 км².

## Данные водного реестра
По данным государственного водного реестра России относится к Нижнеобскому бассейновому округу, водохозяйственный участок реки — Обь от впадения реки Северная Сосьва до города Салехард, речной подбассейн реки — бассейны притоков Оби ниже впадения Северной Сосьвы. Речной бассейн реки — (Нижняя) Обь от впадения Иртыша.